# Golden Key International Honour Society
A Golden Key International Honour Society (anteriormente Golden Key National Honor Society) é uma sociedade de honra baseada em Atlanta, Georgia.
Foi fundada em 1977 para reconhecer discentes universitários que tiveram bom resultado academico em qualquer disciplina.
Tem filiais na Austrália, Canadá, Índia, Malásia, Nova Zelândia, África do Sul, Bahamas e Estados Unidos. The Golden Key International Honour Society was among 10 organizations to receive the In2Books Community Service Award in 2010. and the Council of Student Members.